# تشیسوویتسه
تشیسوویتسه (به چکی: Čisovice) یک منطقهٔ مسکونی در جمهوری چک است که در ناحیه پراگ-غرب واقع شده‌است. تشیسوویتسه ۱۲٫۰ کیلومتر مربع مساحت و ۹۴۸ نفر جمعیت دارد و ۳۴۱ متر بالاتر از سطح دریا واقع شده‌است.